# September 2017
Portal Geschichte | Portal Biografien | Aktuelle Ereignisse | Jahreskalender | Tagesartikel

◄ |
20. Jahrhundert |
21. Jahrhundert

◄ |
1980er |
1990er |
2000er |
2010er
| 2020er | 2030er | 2040er

◄ |
2013 |
2014 |
2015 |
2016 |
2017
| 2018 | 2019 | 2020 | 2021 | ►

◄ |
Juni 2017 |
Juli 2017 |
August 2017 |
September 2017 |
Oktober 2017 |
November 2017 |
Dezember 2017 |
►
Dieser Artikel behandelt tagesbezogene Nachrichten und Ereignisse im September 2017.

## Tagesgeschehen

### Freitag, 1. September 2017
- Der Asteroid (3122) Florence passiert in einem Abstand von etwa 7 Millionen Kilometern die Erde.

### Samstag, 2. September 2017
- Dili/Osttimor: Karketu Dili gewinnt einen Spieltag vor Saisonende die Meisterschaft der osttimoresischen Liga Futebol Amadora.
- Cabo San Lucas/Mexiko: Tropischer Sturm Lidia verursacht durch Starkregen und Windböen schwere Schäden an der Südspitze von Niederkalifornien. Mindestens zwanzig Menschen kommen um.[1]:4

### Sonntag, 3. September 2017

Logo Deutscher Volleyball-Verband

- Krakau/Polen: Die deutsche Volleyballnationalmannschaft der Männer bestreitet in ihrer Geschichte zum ersten Mal ein EM-Finale. Das Endspiel der 30. Volleyball-Europameisterschaft der Herren geht mit 2:3-Sätzen gegen Russland verloren. Für die Russen ist es der zweite Europameistertitel, nachdem die Sowjetunion zwölfmal den Titel errang.
- Frankfurt am Main/Deutschland: Evakuierung von 60.000 Menschen in Frankfurt am Main zur Entschärfung einer Bombe aus dem Zweiten Weltkrieg.
- Pjöngjang/Nordkorea: Das asiatische Land Nordkorea führt einen Kernwaffentest am 3. September 2017 durch. Es war der sechste Atomwaffentest, der in Nordkorea seit 2006 durchgeführt wurde und der seither stärkste.
- Xiamen/China: Beginn des dreitägigen Gipfeltreffens der BRICS-Staaten.

### Montag, 4. September 2017
- Taipeh/Taiwan: Der taiwanische Premierminister Lin Chuan tritt von seinem Amt zurück.[2]

### Mittwoch, 6. September 2017
- Washington, D.C./Vereinigte Staaten: US-Präsident Donald Trump beendet das Abschiebungsschutz-Programm für Personen, die als Minderjährige illegal in die USA eingewandert sind.

### Donnerstag, 7. September 2017

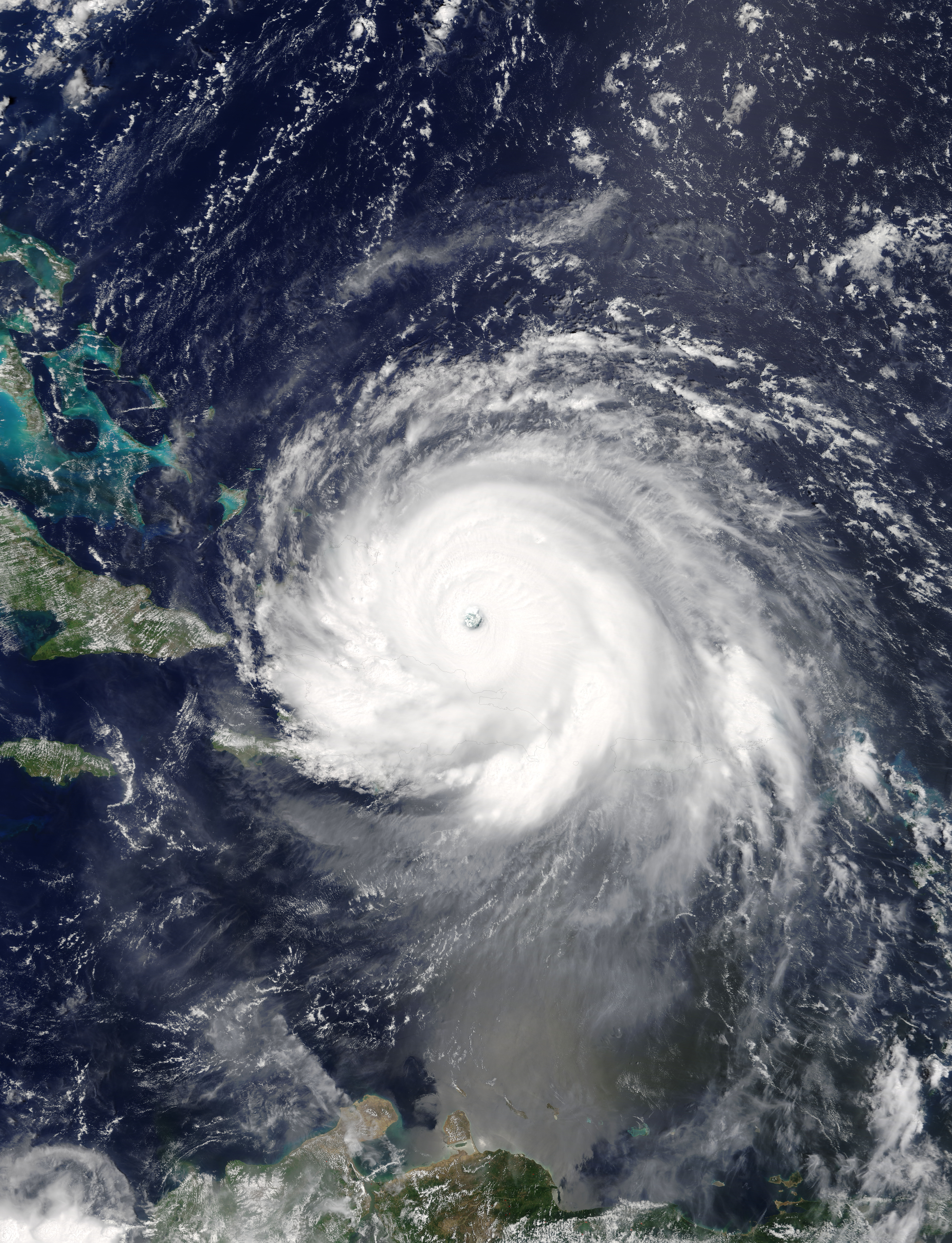
Tropensturm Irma östlich der Bahamas und nördlich von Venezuela in der Karibik

- Atlanta/Vereinigte Staaten: Das Finanzdienstleistungsunternehmen Equifax gibt einen der größten Datendiebstähle der Geschichte bekannt, der am 29. Juli 2017 entdeckt wurde.
- Mexiko: Ein Erdbeben der Stärke 8,2 Mw vor der Küste des Bundesstaats Chiapas mit intensiven Erdbebenlichtern fordert viele Menschenleben.[3]
- San Juan/Puerto Rico: Der Hurrikan Irma trifft auf mehrere karibische Inseln, tötet mehrere Menschen und verwüstet dabei den Großteil der Siedlungen. Im Freistaat Puerto Rico sind rund 60 % der Bevölkerung in Folge des Wetterereignisses ohne Obdach.[4]

### Samstag, 9. September 2017
- Livorno/Italien: Ein starkes Mittelmeertief verursacht ein Unwetter mit Starkregen in der italienischen Hafenstadt und ihrer Umgebung. Sturzfluten, Erdrutsche und Muren führen zu Sachschäden an Häusern, Infrastruktur und Kraftfahrzeugen in Höhe von mindestens 215 Millionen Euro.[1]:6

### Sonntag, 10. September 2017
- Berlin/Deutschland: Gegen den AfD-Spitzenkandidat Alexander Gauland leitet die Staatsanwaltschaft ein Ermittlungsverfahren zur Prüfung möglicher Volksverhetzung in seiner Aussage gegen die SPD-Integrationsbeauftragte Aydan Özoğuz ein, in welcher er meinte, man solle sie „in Anatolien entsorgen“.[5]

### Montag, 11. September 2017
- Oslo/Norwegen: Parlamentswahl
- Zadar/Kroatien: Dasselbe Tiefdruckgebiet, das bereits am 9. September ein schweres Unwetter in Livorno erzeugte, bringt ein weiteres Starkregenereignis mit Überflutungen hervor, das in Zadar und Umgebung Sachschäden von über einer Milliarde kroatischen Kuna verursacht.[1]:6

### Mittwoch, 13. September 2017
- Lima/Peru: Auf der 130. IOK-Session werden die Austragungsorte der Olympischen Sommerspiele 2024 sowie 2028 bekanntgegeben. Für 2024 lag mit Paris, Frankreich, nur eine Bewerbung vor, für 2028 mit Los Angeles, Vereinigte Staaten, ebenso.[6]
- Norddeutschland: Sturmtief Sebastian richtet Schäden an, der Zugverkehr wird vorübergehend eingestellt.

### Freitag, 15. September 2017
- Dili/Osttimor: Marí Alkatiri wird zum zweiten Mal als Premierminister Osttimors vereidigt und löst damit Rui Maria de Araújo ab.[7]
- Sonnensystem: Die NASA bringt die Raumsonde Cassini nach 20 Jahren erfolgreicher Erkundung des Saturns und seiner Monde wegen Treibstoffmangels geplant zum Verglühen.

### Sonntag, 17. September 2017
- Istanbul/Türkei: Die 40. Basketball-Europameisterschaft der Herren endet mit einem 93:85-Finalsieg der slowenischen Nationalmannschaft gegen die Auswahl Serbiens.

### Montag, 18. September 2017
- Wayne/Vereinigte Staaten: Der Spielzeughersteller Toys “R” Us meldet Insolvenz an.[8]

### Dienstag, 19. September 2017
- Puebla/Mexiko: Ein Erdbeben der Stärke 7,1 Mw trifft das Zentrum Mexikos. Nach ersten Schätzungen kommen dabei mehrere hundert Menschen ums Leben.

### Mittwoch, 20. September 2017
- New York/Vereinigte Staaten: Am Rande der diesjährigen UN-Generalversammlung unterzeichnen rund 50 Staaten, darunter Österreich, den Vertrag zur Ächtung von Atomwaffen.

### Freitag, 22. September 2017
- Berlin/Deutschland: Im Zoo Palast findet die Verleihung des Deutschen Schauspielpreises 2017 statt. Als beste Schauspieler in einer Hauptrolle werden Jutta Hoffmann und Karl Markovics ausgezeichnet, den Ehrenpreis für das Lebenswerk erhält Hanna Schygulla.[9]
- Oranjestad/Aruba: Parlamentswahlen

### Samstag, 23. September 2017
- Fortaleza/Brasilien, Friedrichshafen/Deutschland: Das 1977 entführte Lufthansa-Flugzeug „Landshut“ wird nach Deutschland zurückgebracht. Zwei Frachtmaschinen vom Typ An124 und Il76 befördern die zerlegte Boeing 737-200 zum Bodenseeairport, wo rund 1.000 Schaulustige, darunter der damalige Co-Pilot Jürgen Vietor und die damalige Flugbegleiterin Gabriele von Lutzau, die Ankunft verfolgen.
- Wellington/Neuseeland: Die Parlamentswahlen in Neuseeland finden statt.

### Sonntag, 24. September 2017

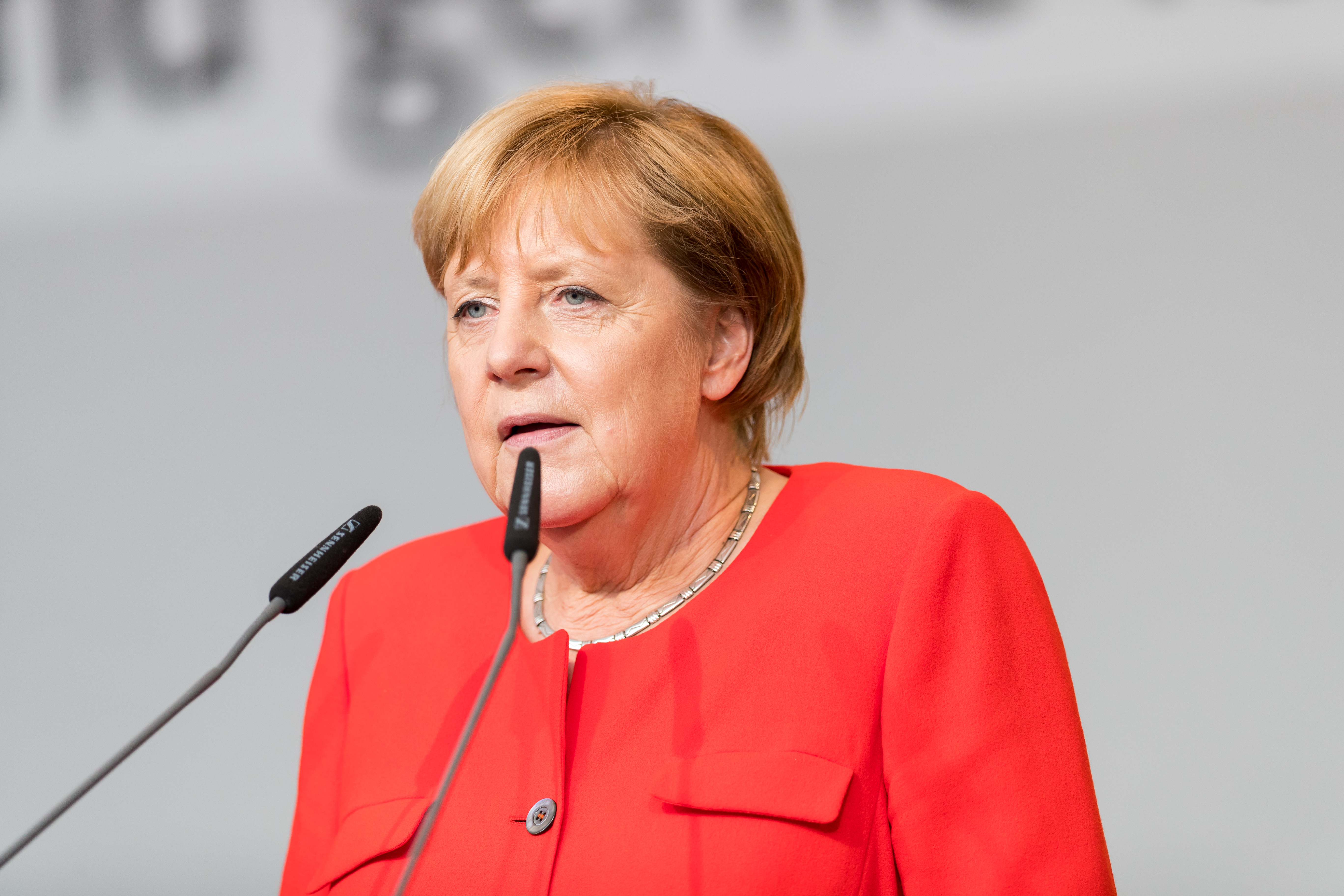
Angela Merkel

- Berlin/Deutschland: Die Wahl zum 19. Deutschen Bundestag endet mit hohen Verlusten für die Parteien der Großen Koalition. Die Partei der amtierenden Bundeskanzlerin Angela Merkel, CDU, bleibt stärkste Kraft. Die Unionsparteien vereinen 32,9 % der Stimmen auf sich, dahinter folgt die SPD mit 20,5 %. Die Alternative für Deutschland wird erstmals in den Bundestag einziehen, mit anteilig 12,6 % entfallen auf sie die drittmeisten Zweitstimmen.[10]
- Berlin/Deutschland: Nach dem offiziellen Ergebnis des Volksentscheids über den Weiterbetrieb des Flughafens Berlin-Tegel sprachen sich 56,1 Prozent der Berliner für den Weiterbetrieb aus, 41,7 Prozent dagegen.
- Paris/Frankreich: Senatswahl

### Montag, 25. September 2017
- Erbil/Irak: Beim Unabhängigkeitsreferendum der seit 1970 bestehenden Autonomen Region Kurdistan im Nordirak stimmt eine Mehrheit für eine nationale Unabhängigkeit der Region.[11]

### Freitag, 29. September 2017
- Mumbai/Indien: Bei einer Massenpanik an einem Bahnhof im indischen Mumbai sterben mindestens 22 Menschen und 36 werden verletzt.[12]

### Samstag, 30. September 2017
- Essen/Deutschland: In einem Interview mit der Funke-Mediengruppe gibt der Sächsische Ministerpräsident Stanislaw Tillich (CDU) der Flüchtlingspolitik von Bundeskanzlerin Angela Merkel eine „Mitverantwortung“ für die Stimmenzugewinne der Alternative für Deutschland bei der Wahl zum Deutschen Bundestag am 24. September: „Die Leute wollen, dass Deutschland Deutschland bleibt.“[13]
- Sylt/Deutschland: Ein Airbus A320 der insolventen Fluggesellschaft Air Berlin schießt beim Landen auf Sylt über die Landebahn hinaus.

## Weblinks

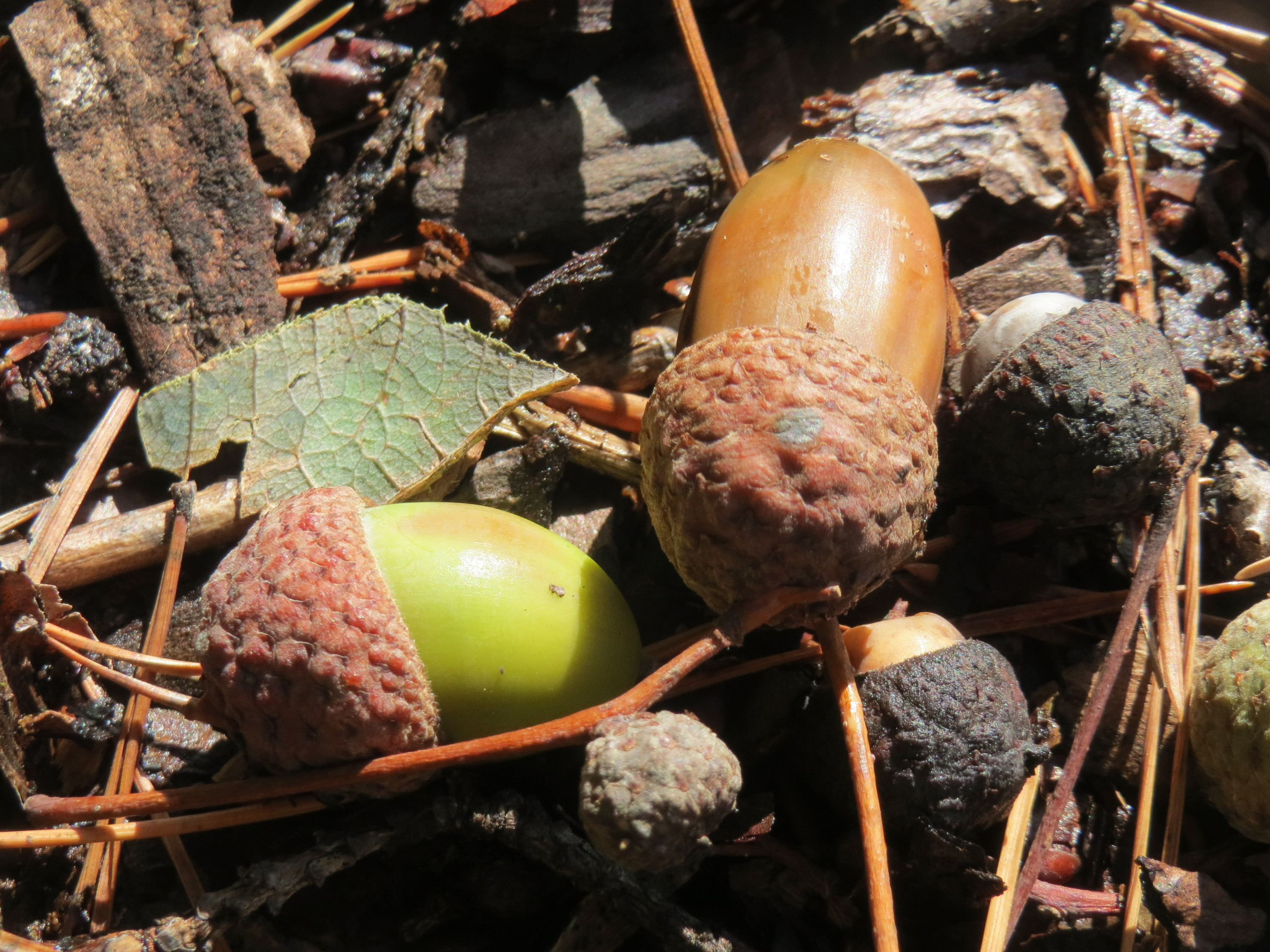
Baden-Württemberg im September 2017 (Quercus robur)